# Пугала
«Пугала» (англ. Scarecrows) — американский фильм ужасов 1988 года, снятый режиссёром Уильямом Уэсли. Фильм был снят при независимом финансировании в 1985 году в Дейви. Премьера в США — 28 сентября 1988, премьера в мире — 1 июня 1990 года.

## Сюжет
Пятеро террористов — Корбин, Карри, Джек, Роксана и Берт похищают 3,5 млн. долларов, угоняют самолёт с военной базы Кэмп-Пендлтон, взяв в заложники пилота Эл и его дочь Келли, и летят в Мексику. По дороге в Мексику Берт, надев на себя парашют, выпрыгивает из самолёта вместе с деньгами, кинув своих сообщников. Карри и Джек прыгают с самолёта вслед за ним. Остальные сообщники выслеживают Берта с воздуха и делают вынужденную посадку самолёта возле кукурузного поля, которое со всех сторон окружено пугалами. Сообщники начинают преследование Берта и поиск присвоенных им денег. Компания даже и представить себе не может, что ожидает их ночью в этом месте. Одержимые духами пугала оживают и начинают охоту за ними…

## В ролях
- Тед Вернон — Корбин
- Майкл Дэвид Симмс — Карри
- Ричард Видан — Джек
- Кристина Сэнборн — Роксана
- Виктория Кристиан — Келли, дочь пилота
- Дэвид Кэмпбелл — Эл, пилот самолёта
- Б. Дж. Тёрнер — Берт

## Съёмочная группа
- Режиссёр: Уильям Уэсли
- Продюсеры: Тед Вернон, Уильям Уэсли, Кэми Виникофф
- Сценаристы: Уильям Уэсли, Ричард Джеффрис, Ларри Стемпер
- Оператор: Питер Деминг
- Композитор: Терри Плумери

## Номинации
- Фантаспорту — номинация (1989)[1]